# Simone Eick

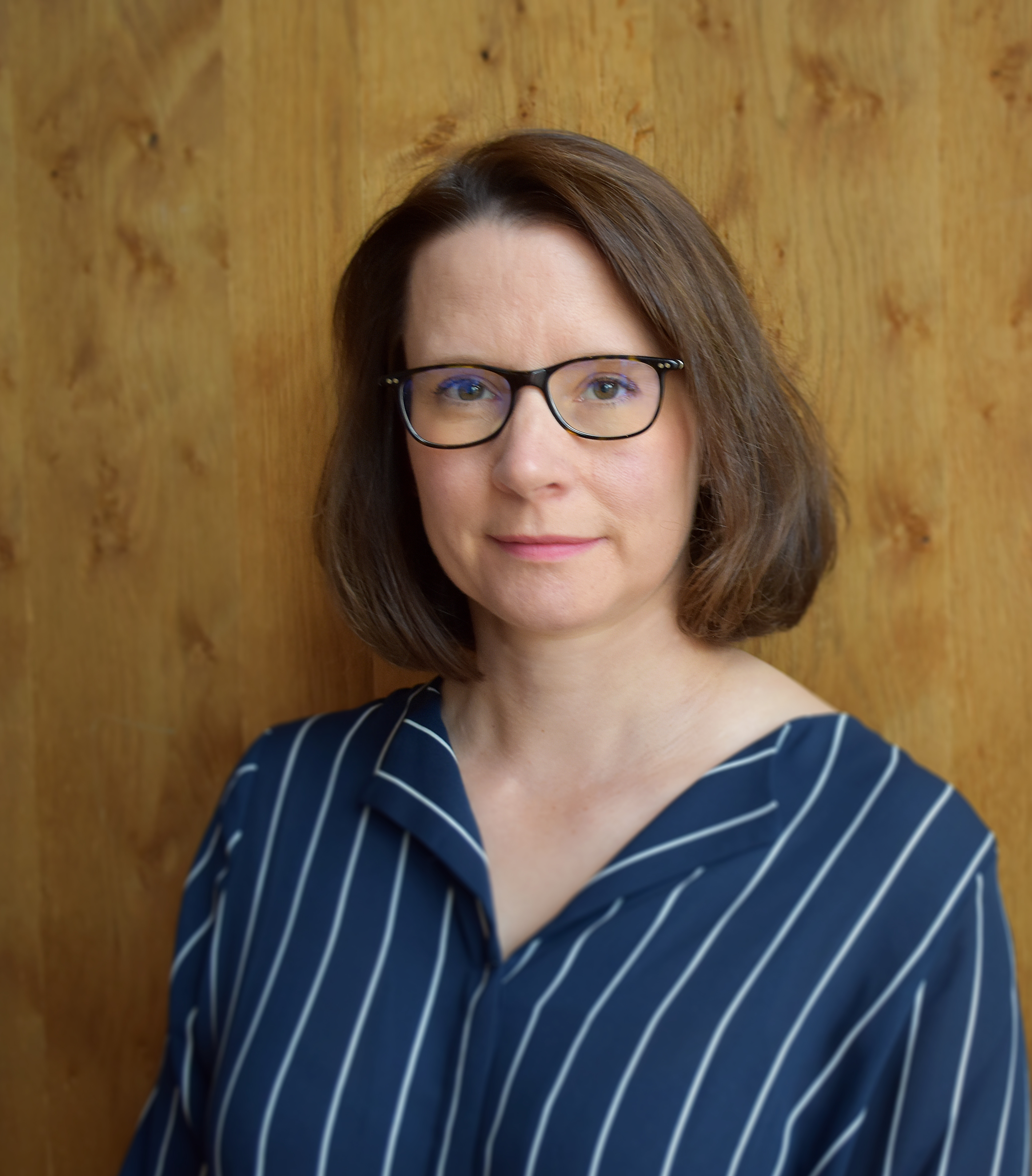
Simone Blaschka (2019)

Simone Blaschka, auch Simone Eick und Simone Blaschka-Eick, (* 18. Februar 1972 in Hannover) ist eine deutsche Historikerin und Migrationsforscherin. Seit 2006 leitet sie das Deutsche Auswandererhaus in Bremerhaven als Direktorin und Geschäftsführerin.

## Biografie
Blaschka wuchs in Hannover auf. Nach Abschluss ihrer schulischen Ausbildung studierte sie Geschichte und Philosophie an der Leibniz Universität Hannover und promovierte dort 2002 über deutsche Amerikaauswanderer aus der Region Schaumburg-Lippe. Ein Forschungsaufenthalt führte sie in diesem Zusammenhang nach Chicago in Illinois in den USA.
Danach absolvierte sie ein wissenschaftliches Volontariat im Historischen Museum Bremerhaven und übernahm 2003 die wissenschaftliche Leitung im Konzeptteam des Deutschen Auswandererhauses beim Studio Andreas Heller, Architects & Designers, Hamburg. Nach Heirat führt sie den Nachnamen Blaschka-Eick beziehungsweise Eick. Im August 2005 übernahm Eick die wissenschaftliche Leitung des Migrationsmuseums, das sie seit Januar 2006 in Nachfolge der Gründungsdirektorin Sabine Süß als Direktorin führt. Unter ihrer Ägide sind die Erweiterung des Museums zur Einwanderungsgeschichte und zahlreiche Sonderausstellungen zu ganz unterschiedlichen Migrationsaspekten entstanden – mit zum Teil internationalen Kooperationspartnern. Darüber hinaus ist Simone Eick Herausgeberin der „edition DAH“ und hat zahlreiche Beiträge zur deutschen Amerikaauswanderung und zur Migrationsmuseologie veröffentlicht.
Sie forscht aktuell zu folgenden Themen: Deutsche Überseeauswanderung in die amerikanischen Kolonien und in die USA sowie Emotionsgeschichte in der Migration.

### Beiratstätigkeiten
- Von 2008 bis 2010 Jurymitglied der Kulturstiftung des Bundes[2]
- Mitglied des international besetzten Wissenschaftlichen Beraterkreises der Stiftung Flucht, Vertreibung, Versöhnung in Berlin[3]
- Mitglied des international besetzten Wissenschaftlichen Beirats des Bundesinstituts für Kultur und Geschichte der Deutschen im östlichen Europa (BKGE) in Oldenburg[4]
- Mitglied des Beirats des Hugenottenmuseums Berlin

## Publikationen

### Als Autorin
- Simone Eick, Bora Akşen, Andrea Grahl, Christine Fischer, Lena Jung, Christoph Bongert: Angst in Neugierde verwandeln. Das Forum Migration am Deutschen Auswandererhaus Bremerhaven. Evaluation, Oral History und Vermittlung von Interkultur. edition DAH, Bremerhaven 2017, ISBN 978-3-9817861-2-5.
- Simone Blaschka-Eick: In die Neue Welt! Deutsche Auswanderer in drei Jahrhunderten. Rowohlt, Reinbek bei Hamburg 2010, ISBN 978-3-498-01673-9.
- Simone Blaschka: Lebenswege in die Neue Welt. Schaumburger Amerikaauswanderung im 19. Jahrhundert. Mikrofiche-Ausgabe. Hannover 2002, DNB 964835185 (Hochschulschrift; Dissertation an der Universität Hannover 2002).

### Als Herausgeberin
- Simone Eick, Julian Herbig (Red.): Deutsches Auswandererhaus. German emigration center. Das Buch zum Museum der Aus- und Einwanderung. The Museum for emigration and immigration book. Herausgegeben vom Deutschen Auswandererhaus Bremerhaven. 3., überarbeitete und erweiterte Auflage. edition DAH, Bremerhaven 2017, ISBN 978-3-9817861-1-8 (deutsch, englisch).
- Simone Blaschka-Eick, Christoph Bongert (Hrsg.): „ … Good Music … “. Zwei deutsche Musiker in Amerika 1880–1939. edition DAH, Bremerhaven 2017, ISBN 978-3-9817861-3-2 (Ausstellungskatalog).
- Simone Blaschka-Eick, Christoph Bongert (Hrsg.): Plötzlich da. Deutsche Bittsteller 1709. Türkische Nachbarn 1961. edition DAH, Bremerhaven 2016, ISBN 978-3-9817861-0-1.
- Dieter Strohmeyer: Die Ahronheims. Eine Bremerhavener Familiengeschichte von 1930 bis heute. Eine Spurensuche. Hrsg.: Simone Blaschka-Eick. edition DAH, Bremerhaven 2014, ISBN 978-3-00-044857-7.
- Simone Blaschka-Eick (Hrsg.): Deutsche in Australien. 1788–heute. edition DAH, Bremerhaven 2013, ISBN 978-3-00-044574-3.
- Irene Stratenwerth: Der Gelbe Schein. Mädchenhandel 1860 bis 1930. Hrsg.: Simone Blaschka-Eick, Hermann Simon. edition DAH, Bremerhaven 2012, ISBN 978-3-00-038801-9.
- Simone Blaschka-Eick, Karin Heß (Hrsg.): Fluchtgeschichten. Aus und nach Deutschland. Biographien und Hintergründe. 1933–2011. edition DAH, Bremerhaven 2011, ISBN 978-3-00-036581-2.
- Heike Götz, Christiane Greve: Unsere Stadt war New York. Friesen in Amerika. Hrsg.: Simone Blaschka-Eick, Katrin Quirin. edition DAH, Bremerhaven 2011, ISBN 978-3-00-035787-9.
- Simone Blaschka-Eick (Hrsg.): Nach Buenos Aires! Deutsche Auswanderer und Flüchtlinge im 20. Jahrhundert. edition DAH, Bremerhaven 2008, ISBN 978-3-00-023793-5 (Ausstellungskatalog).

## Vorträge (Auswahl)
- >>Die Heimat auf dem Rücken<< Migrationsgeschichte erforschen, bewahren und ausstellen– anlässlich des 52. Deutschen Historikertages „Gespaltene Gesellschaften“, Münster 2018
- Feeling Powertest: Three Memories of Forced Migration from Journals, Diaries, and Oral Histories, 1921–2015– anlässlich der Konferenz „1918 – 1938–2018. Dawn of an Authoritarian Century?“, Schloss Eckartsau, Österreich 2018
- >>NAZI PARTY<< Jüdischer Widerstand gegen antisemitische Deutsch-Amerikaner 1933–1945, Deutsches Auswandererhaus Bremerhaven anlässlich der Sonderausstellung „>>... GOOD MUSIC ...<< Zwei deutsche Musiker in Amerika 1880–1939“, 2018
- Das Deutsche Auswandererhaus in Bremerhaven, Friedrich-Ebert-Stiftung, Prag 2017
- German Emigration Center, Migration Project – Tagung im British Museum, London 2017
- Migration zwischen Zwang und Zuversicht, Panel mit Prof. Dr. Jochen Oltmer, Universität Osnabrück, Tagung „Erinnerung bewahren – Zukunft gestalten“, Katholische Akademie, Berlin 2017
- America, America, Symposium „The Location of Europe. Shared and Divided Memories in the Global Age“, Schloss Herrenhausen, Hannover 2016
- Becoming a Palatine: The ,poor protestant refugees’ from Germany and their different identities in London and New York 1709–1760, 26. AEMI-Konferenz „European migrant diasporas and cultural identities“, Santiago de Compostela 2016
- Über die emotionale Macht von Sprache und Bildern, Podiumsdiskussion Deutsches Auswandererhaus u. a. mit Spiegel-Chefredakteur Klaus Brinkbäumer, 2016
- Der museumspädagogische Ansatz des Deutschen Auswandererhauses Bremerhaven, 4. Internationales Symposium der Gesellschaft für Geschichtsdidaktik Österreich, 2014